# Riedelia longisepala
Riedelia longisepala är en enhjärtbladig växtart som beskrevs av Henry Nicholas Ridley. Riedelia longisepala ingår i släktet Riedelia och familjen Zingiberaceae. Inga underarter finns listade i Catalogue of Life.